# Saint-Pierre-de-Chevillé
Saint-Pierre-de-Chevillé és un municipi francès situat al departament del Sarthe i a la regió de País del Loira. L'any 2007 tenia 357 habitants.

## Demografia

### Població
El 2007 la població de fet de Saint-Pierre-de-Chevillé era de 357 persones. Hi havia 156 famílies de les quals 56 eren unipersonals (20 homes vivint sols i 36 dones vivint soles), 44 parelles sense fills, 44 parelles amb fills i 12 famílies monoparentals amb fills.
La població ha evolucionat segons el següent gràfic:
Habitants censats

### Habitatges
El 2007 hi havia 208 habitatges, 157 eren l'habitatge principal de la família, 39 eren segones residències i 13 estaven desocupats. Tots els 206 habitatges eren cases. Dels 157 habitatges principals, 133 estaven ocupats pels seus propietaris, 22 estaven llogats i ocupats pels llogaters i 2 estaven cedits a títol gratuït; 17 tenien dues cambres, 52 en tenien tres, 41 en tenien quatre i 46 en tenien cinc o més. 110 habitatges disposaven pel capbaix d'una plaça de pàrquing. A 72 habitatges hi havia un automòbil i a 63 n'hi havia dos o més.

### Piràmide de població
La piràmide de població per edats i sexe el 2009 era:
| Homes | Edats   | Dones |
| ----- | ------- | ----- |
| 0     | 95 o +  | 0     |
| 0     | 90 a 94 | 0     |
| 4     | 85 a 89 | 0     |
| 8     | 80 a 84 | 8     |
| 16    | 75 a 79 | 16    |
| 4     | 70 a 74 | 4     |
| 12    | 65 a 69 | 4     |
| 20    | 60 a 64 | 16    |
| 8     | 55 a 59 | 4     |
| 0     | 50 a 54 | 0     |
| 16    | 45 a 49 | 12    |
| 8     | 40 a 44 | 16    |
| 24    | 35 a 39 | 20    |
| 16    | 30 a 34 | 0     |
| 4     | 25 a 29 | 12    |
| 4     | 20 a 24 | 0     |
| 8     | 15 a 19 | 8     |
| 28    | 10 a 14 | 20    |
| 4     | 5 a 9   | 16    |
| 4     | 0 a 4   | 12    |

## Economia
El 2007 la població en edat de treballar era de 210 persones, 157 eren actives i 53 eren inactives. De les 157 persones actives 140 estaven ocupades (79 homes i 61 dones) i 17 estaven aturades (10 homes i 7 dones). De les 53 persones inactives 14 estaven jubilades, 20 estaven estudiant i 19 estaven classificades com a «altres inactius».

### Ingressos
El 2009 a Saint-Pierre-de-Chevillé hi havia 162 unitats fiscals que integraven 377,5 persones, la mediana anual d'ingressos fiscals per persona era de 15.455 €.

### Activitats econòmiques
Dels 11 establiments que hi havia el 2007, 1 era d'una empresa extractiva, 1 d'una empresa alimentària, 4 d'empreses de construcció, 1 d'una empresa de transport, 1 d'una empresa de serveis, 2 d'entitats de l'administració pública i 1 d'una empresa classificada com a «altres activitats de serveis».
Dels 4 establiments de servei als particulars que hi havia el 2009, 1 era un guixaire pintor, 2 electricistes i 1 perruqueria.
L'any 2000 a Saint-Pierre-de-Chevillé hi havia 26 explotacions agrícoles que ocupaven un total de 1.162 hectàrees.

## Equipaments sanitaris i escolars
El 2009 hi havia una escola elemental integrada dins d'un grup escolar amb les comunes properes formant una escola dispersa.

## Poblacions més properes
El següent diagrama mostra les poblacions més properes.